# Sovjetska hokejska reprezentanca
Sovjetska hokejska reprezentanca (rusko Сборная СССР по хоккею с шайбой, tudi Rdeči stroj ali Zbornaja komanda) je bila ena najboljših državnih hokejskih reprezentanc na svetu. Med letoma 1953 in 1992 je bila to ena najbolj dominantnih reprezentanc na svetu sploh, saj je osvojila medaljo prav v vseh nastopih na Olimpijskih igrah in Svetovnih prvenstev, od tega osem zlatih medalj v desetih nastopih na Olimpijskih hokejskih turnirjih, kjer so bili nepremagani kar šestnajst let, in 22 zlatih medalj na Svetovnih hokejskih prvenstvih v 34-ih nastopih. Skupno so na 900 tekmah dosegli 725 zmag, 65 remijev in 110 porazov.

## Najznamenitejši reprezentanti
| Največ nastopov 1. Aleksander Malcev - 321 nastopov 2. Sergej Makarov - 315 nastopov 3. Vjačeslav Fetisov - 309 nastopov 4. Aleksej Kasatonov - 299 nastopov 5. Valerij Harlamov - 292 nastopov 6. Vladislav Tretjak - 291 nastopov 7. Boris Mihajlov - 288 nastopov 8. Valerij Vasiljev - 285 nastopov 9. Vladimir Petrov - 281 nastopov 10. Vladimir Lutčenko - 281 nastopov 11. Vasilij Pervuhin - 280 nastopov 12. Vladimir Krutov - 254 nastopov 13. Zinetula Biljaletdinov - 244 nastopov 14. Aleksander Ragulin - 239 nastopov 15. Andrej Homutov - 226 nastopov 16. Aleksander Jakušev - 221 nastopov 17. Sergej Kapustin - 208 nastopov 18. Genadij Cigankov - 201 nastopov 19. Igor Larionov - 200 nastopov 20. Vjačeslav Bikov - 199 nastopov 21. Vladimir Vikulov - 195 nastopov 22. Viktor Žluktov - 195 nastopov 23. Aleksej Gusarov - 186 nastopov 24. Sergej Starikov - 186 nastopov 25. Vjačeslav Staršinov - 182 nastopov | Najboljši strelci 1. Aleksander Malcev - 213 golov 2. Boris Mihajlov - 207 golov 3. Valerij Harlamov - 195 golov 4. Vladimir Petrov - 189 golov 5. Sergej Makarov - 189 golov 6. Vladimir Krutov - 150 golov 7. Vjačeslav Staršinov - 149 golov 8. Aleksander Jakušev - 145 golov 9. Anatolij Firsov - 134 golov 10. Sergej Kapustin - 120 golov 11. Venjamin Aleksandrov - 119 golov 12. Vladimir Vikulov - 109 golov 13. Vjačeslav Fetisov - 95 golov 14. Vsevolod Bobrov - 94 golov 15. Vjačeslav Bikov - 87 golov 16. Andrej Homutov - 87 golov 17. Konstantin Loktev - 83 golov 18. Valerij Kamenski - 82 golov 19. Viktor Žluktov - 79 golov 20. Igor Larionov - 77 golov 21. Aleksander Almetov - 75 golov 22. Helmuts Balderis - 74 golov 23. Aleksej Gurišev - 71 golov 24. Vladimir Šadrin - 71 golov 25. Viktor Šalimov - 66 golov |

## Selektorji
- Anatolij Tarasov (1953 in 1958-1972, 39 tekem in 30 zmag)
- Arkadij Černišov (1954-1957 in 1960-1972, 294 tekem in 240 zmag)
- Vladimir Jegorov (1967, 3 tekme in 1 zmaga)
- Vsevolod Bobrov (1972-1974, 71 tekem in 57 zmag)
- Boris Kulagin (1975-1977, 80 tekem in 59 zmag)
- Viktor Tihonov (1977-1991, 413 tekem in 338 zmag)